# Kipséli (ort i Grekland, Joniska öarna)
Kipséli (Kypseli) är en ort i Grekland.   Den ligger i prefekturen Nomós Zakýnthou och regionen Joniska öarna, i den sydvästra delen av landet, 250 km väster om huvudstaden Aten. Kipséli ligger 108 meter över havet och antalet invånare är 532. Den ligger på ön Zakynthos.
Terrängen runt Kipséli är kuperad åt sydväst, men åt sydost är den platt. Havet är nära Kipséli åt nordost.Runt Kipséli är det ganska tätbefolkat, med 78 invånare per kvadratkilometer. Närmaste större samhälle är Zákynthos, 7,7 km sydost om Kipséli. Trakten runt Kipséli består till största delen av jordbruksmark.